# Тозун, Нед
Нед Тозун (англ. Ned Tozun, Nedjip Tozun; род. 28 июля 1978 года) — американский социальный предприниматель и менеджер, сооснователь и руководитель компании D.light Design (CEO, 2011), ставящей перед собой цель обеспечить доступ беднейших слоёв населения мира к солнечной электроэнергетике.

## Биография
Нед Тозун получил степень бакалавра в области компьютерных наук и систем Земли, а затем степень MBA в Стэнфордском университете (2007).
В марте 2005 года Тозун выступил сооснователем и до декабря 2006 года работал главным техническим директором (CTO) компании Namewaves, Inc..
С января 2003 года по январь 2007 года был сооснователем и руководителем компании Made For You Music, Inc., специализирующейся на производстве и продаже музыкальных альбомов для детей.
Во время обучения в Стэнфорде Нед сблизился с Сэмом Голдманом, который рассказал о своих наблюдениях за жизнью в Африке и поделился планами по разработке и распространении в беднейших странах специально спроектированные под нужды населения осветительных приборов.
В 2007 году Нед Тозун совместно с Сэмом Голдманом основали компанию D.light Design и стал её президентом.
В марте 2011 года он отошёл от непосредственного управления компанией, сосредоточившись на стратегическом менеджменте.

## Награды и премии
В 2013 году Нед Тозун и Сэм Голдман были названы Forbes в числе 30 наиболее значимых социальных предпринимателей.
В 2014 году Нед Тозун, Донн Тайс и Сэм Голдман, за свою работу в D.light Design, названы Фондом Шваба социальными предпринимателями года.